# جوليان بريان
جوليان بريان (بالإنجليزية: Julien Bryan)‏ هو صحفي ومصور ومخرج أمريكي، ولد في 23 مايو 1899 في تيتوسفيل في الولايات المتحدة، وتوفي في 20 أكتوبر 1974 في نيويورك في الولايات المتحدة.

## معرض صور

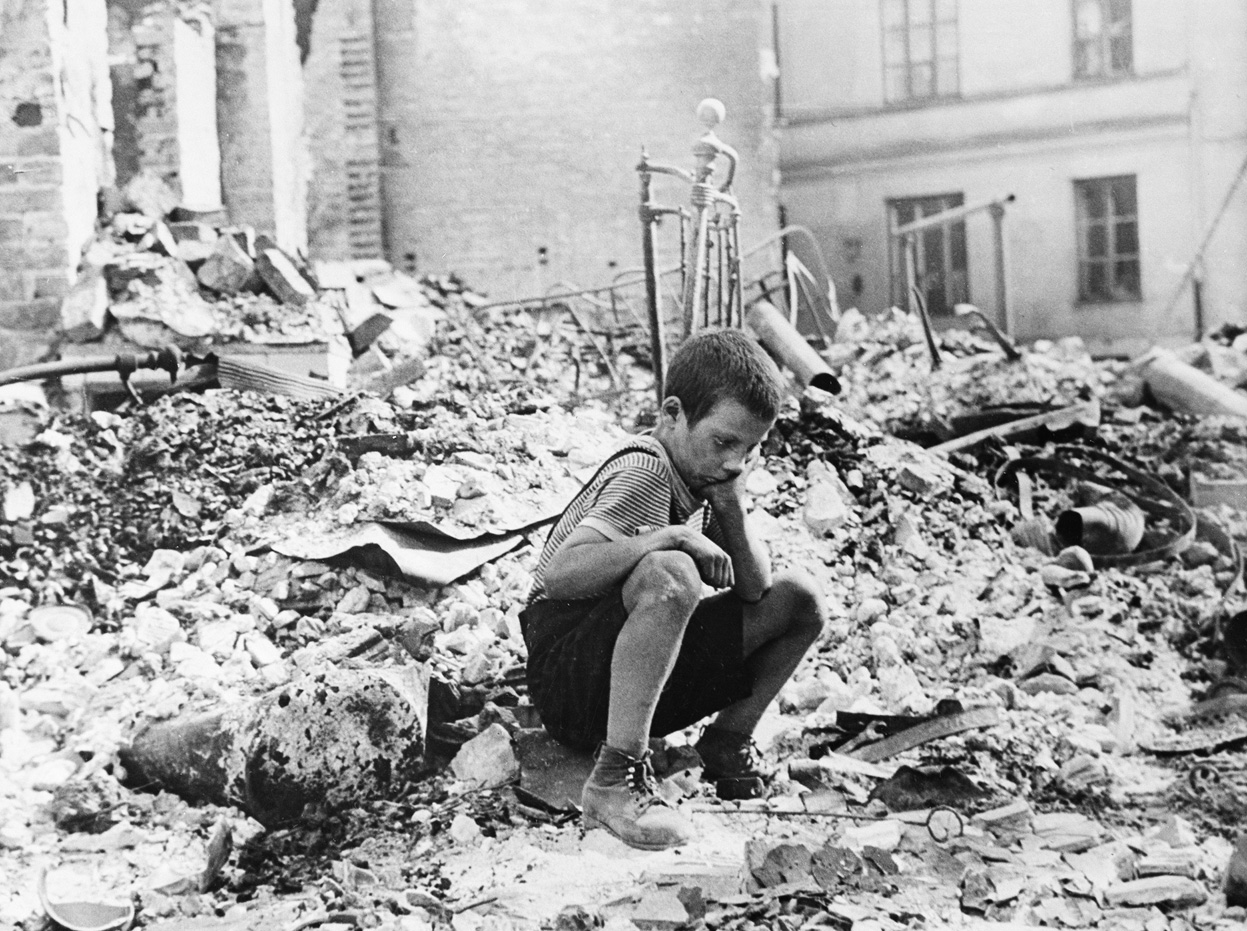
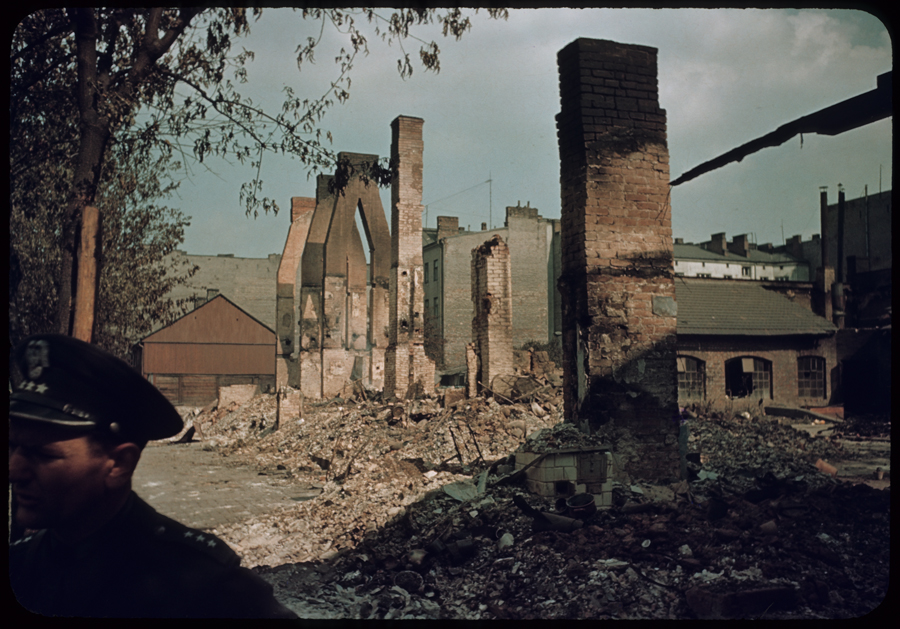

## وصلات خارجية
- جوليان بريان على موقع IMDb (الإنجليزية)
- جوليان بريان على موقع ميوزك برينز (الإنجليزية)
- جوليان بريان على موقع قاعدة بيانات الفيلم (الإنجليزية)
- جوليان بريان على موقع كينوبويسك (الروسية)